# Mirococcus carthalinus
Mirococcus carthalinus är en insektsart som beskrevs av Hadzibejli 1963. Mirococcus carthalinus ingår i släktet Mirococcus och familjen ullsköldlöss. Inga underarter finns listade i Catalogue of Life.